# 莫索羅 (小區)
莫索羅（葡萄牙語：Mossoró）是巴西東北部北里約格朗德州西波蒂瓜爾中區的一個小區。

## 市鎮
莫索羅下轄以下的市鎮：
- 阿雷亚布兰卡
- 巴拉烏拉
- 格罗苏斯
- 莫索罗
- 蒂鲍
- 塞拉-杜梅尔